# Маттео Перес Вінлеф
Улоф Маттео Перес Вінлеф (швед. Olof Matteo Pérez Vinlöf, нар. 18 грудня 2005, Стокгольм, Швеція) — шведський футболіст перуанського походження, фланговий захисник мюнхенської «Баварії».
На правах оренди грає в віденській «Аустрії».

## Ігрова кар'єра

### Клубна
Маттео Вінлеф почав займатися футболом в складі стокгольмських клубів «Гаммарбю» та «Броммапойкарна».
В січні 2022 року стало відомо про можливий перехід футболіста до мюнхенської «Баварії», у складі якої раніше Вінлеф проходив оглядини. 19 січня футболіст офіційно підписав з клубом трирічний контракт.
Сезон 2023/24 Вінлеф почав як гравець дублюючого складу «Баварії» «Баварія II», що грає в Регіональній лізі. 12 травня 2024 року захисник провів свою першу гру в основі «Баварії», коли вийшов на заміну у другому таймі матчу чемпіонату Німеччини проти «Вольфсбурга».
В липні 2024 року Вінлеф підписав з клубом новий контракт до 2027 року і на сезон 2024/25 відбув в оренду у віденську «Аустрію».

### Збірна
Маттео вінлеф має перуанське коріння по лінії батька але на міжнародній арені починав грати в юнацьких збірних Швеції. Тим не менше, в липні 2022 року іспанське видання Diario AS повідомило про наміри Вінлефа змінити спортивне громадянство і виступати за збірну Перу. Але футболіст продовжив грати за команди Швеції і в травні 2024 року отримав перший виклик на червневі товариські матчі національної збірної Швеції. Але на поле того разу Маттео не виходив.